# Décès en 1372
Décès
- 1368
- 1369
- 1370
- 1371
- 1372
- 1373
- 1374
- 1375
- 1376

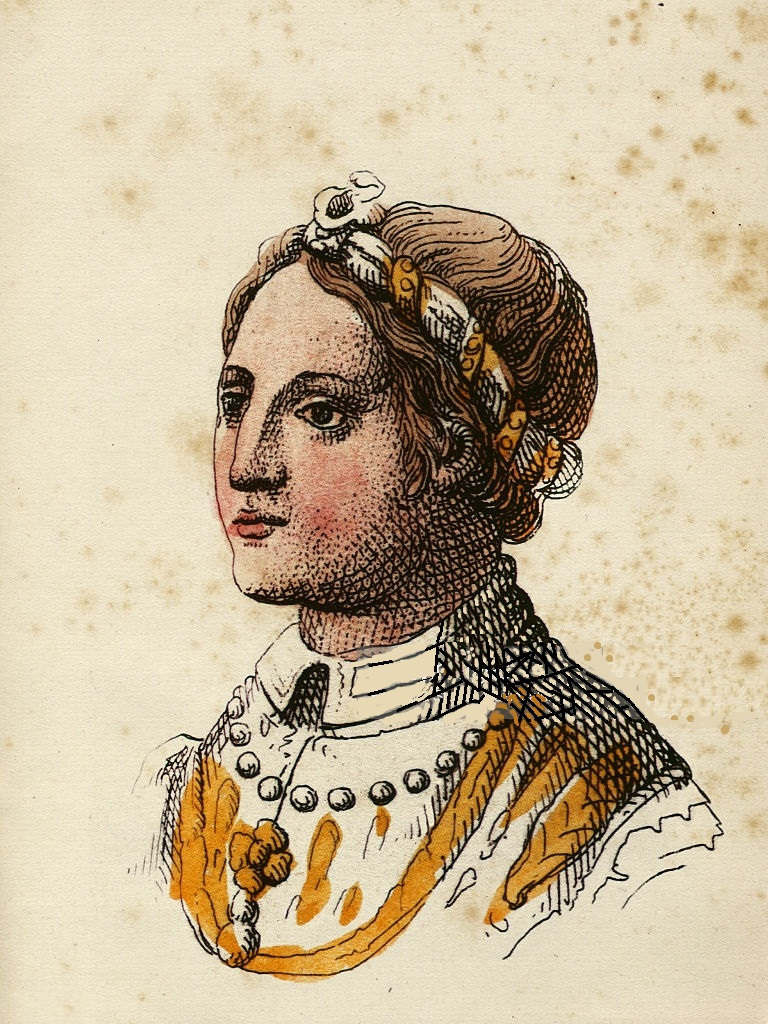
Isabelle de France, morte en 1372.

Cette page dresse une liste de personnalités mortes au cours de l'année 1372 :
- 13 janvier : Wauthier de Masny, 1er baron Masny, amiral de la flotte et chevalier de renom.
- 9 février: William, 5e comte de Ross.
- 19 février : Jean Ier le Scolastique, duc d’Oświęcim.
- 19 mars : Jean II de Montferrat, marquis de Montferrat.
- 21 mars : Rodolphe VI de Bade, margrave de Bade et comte d'Eberstein.
- 27 juin : Albrecht von Hohenlohe, évêque de Wurtzbourg.
- août : Jean de Gase, évêque de Nîmes.
- 9 août : Jean de Heu, soixante-deuxième évêque de Toul.
- 24 août : Casimir III de Poméranie, ou Casimir III de Szczecin, duc de Poméranie (Duché de Szczecin).
- 27 août : Philippe de Cabassolle, cardinal, évêque de Marseille.
- 31 août : Ralph de Stafford, 2e baron Stafford, puis 1er comte de Stafford, chevalier de la Jarretière, officier anglais réputé.
- 11 septembre : Isabelle de France, princesse française, comtesse de Vertus.
- 13/29 septembre : Jean III de Montfaucon, seigneur d'Orbe et d'Échallens.
- 29 septembre : Jean Ier le Scolastique, duc d’Oświęcim.
- 10 octobre : Émeric II de Quart, évêque d'Aoste.
- 17 novembre : Jehan de Mandeville, médecin et voyageur, il aurait visité l’Orient. La relation de son voyage, le Livre des merveilles du monde, où se mêlent observations précises et légendes, est rédigée en français et traduite en plusieurs langues. Elle connaît un grand succès populaire, notamment en Allemagne, à partir du XVe siècle.

- Abu Faris Abd al-Aziz ben Ali, sultan mérinide.
- Azzo Alidosi, noble italien.
- Pierre Aymé, 79e évêque d'Auxerre.
- Abu l-Barakat, poète et historien.
- Simon Bredon, astronome, mathématicien et médecin anglais.
- Mesrob d'Artaz, catholicos de l'Église apostolique arménienne.
- Bagrat Ier d'Iméréthie, roi d'Iméréthie puis duc de Choropan.
- Giacomino da Carrara, noble italien.
- Jeanne Daubenton, fait partie d'une bande de turlupins (nom d'une secte active, condamnée et brûlée vive, pour hérésie.
- Louis II de Blois-Châtillon, Comte de Blois.
- Jeanne de Vendôme, comtesse de Vendôme et de Castres.
- Hugues Faidit, évêque d'Orléans puis d'Arras.
- Jean le Fèvre, cardinal français.
- Ton'a, poète bouddhiste japonais.

- vers 1372
- William Heytesbury, philosophe et logicien anglais.

## Crédit d'auteurs
- Cet article est partiellement ou en totalité issu de l'article intitulé « 1372 » (voir la liste des auteurs).